# Kapellendorf

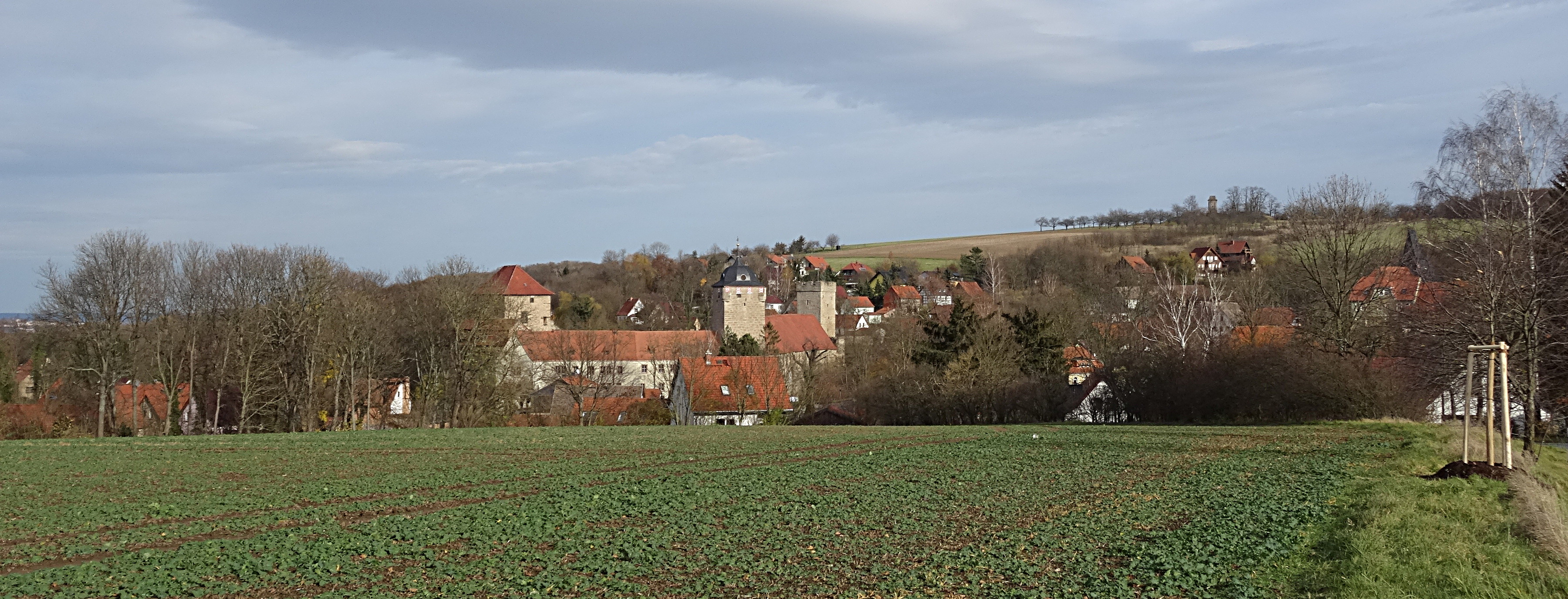
Kapellendorf von Westen

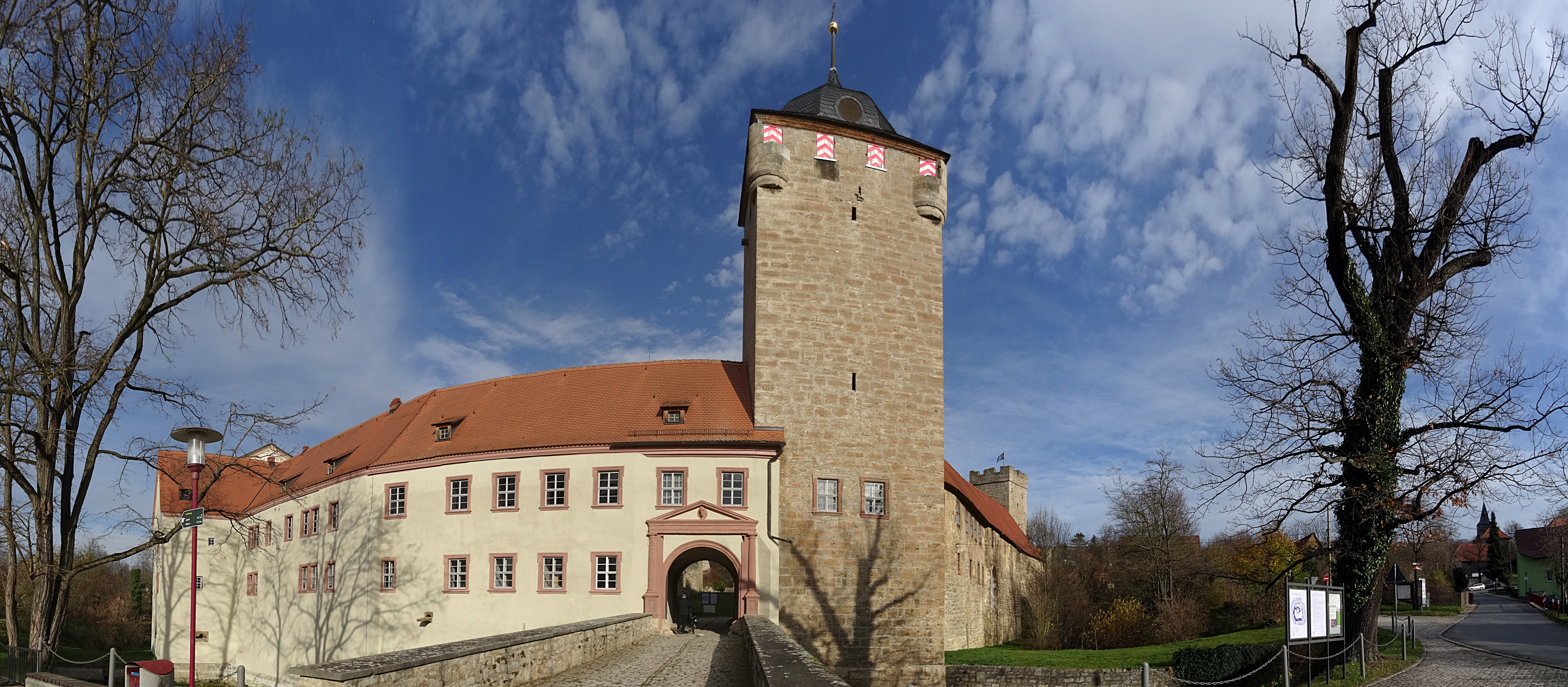
Wasserburg Kapellendorf

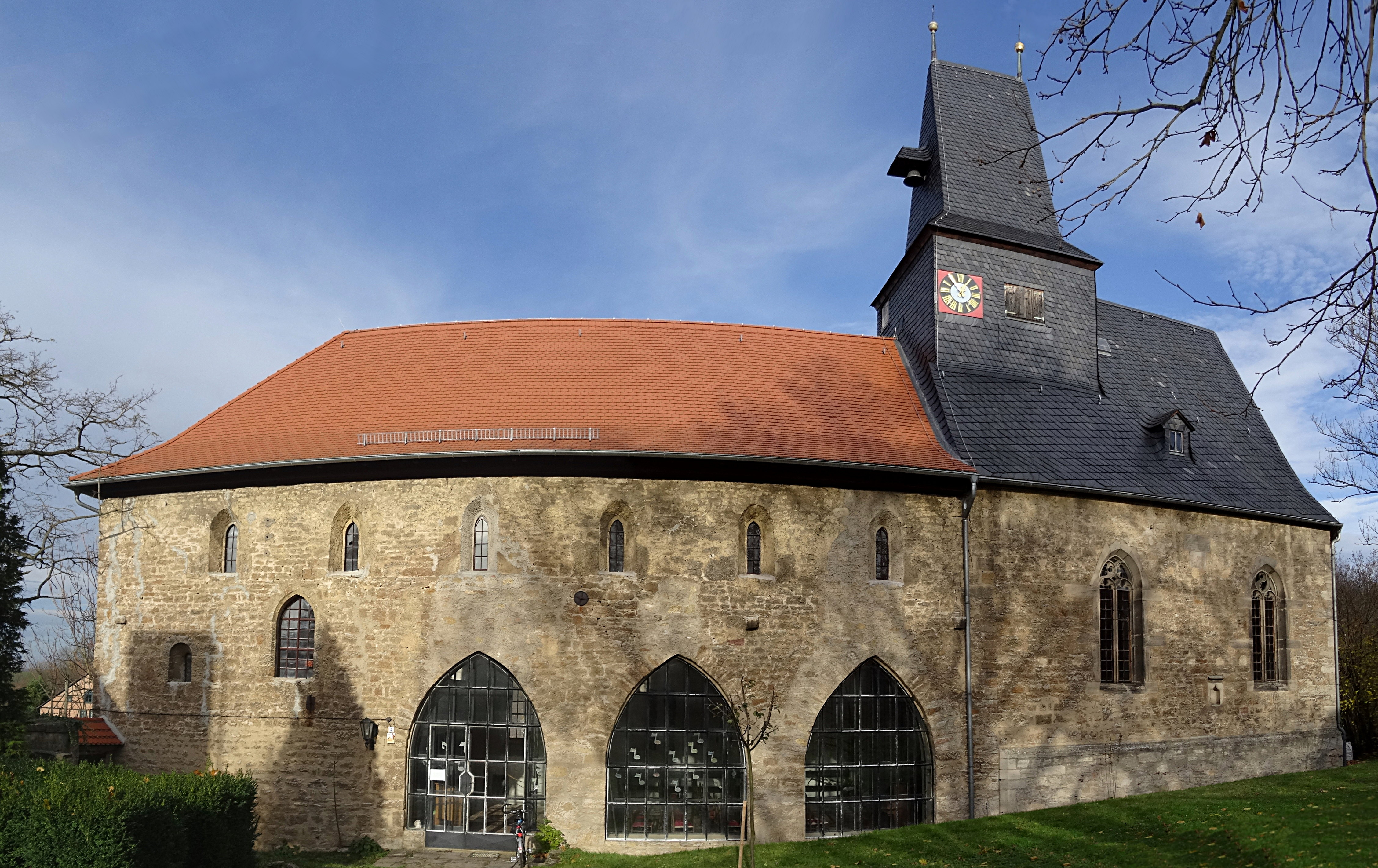
Dorfkirche St. Maria und Bartholomäus

Kapellendorf ist eine Gemeinde im Landkreis Weimarer Land und Teil der Verwaltungsgemeinschaft Mellingen. Sie liegt etwa zwölf Kilometer östlich von Weimar.

## Lage
Kapellendorf befindet sich östlich von Weimar und südlich angrenzend an die Kreisstadt Apolda am Südostrand des Thüringer Beckens im Ackerbaugebiet um Mellingen und Apolda. Sowohl die Bundesstraße B 7 als auch die B 87 sind gut über die Kreisstraße 101 erreichbar.

## Geschichte
Der Ort Capelladorf wird bereits 833 in den Schenkungsurkunden des Klosters Fulda erwähnt. Der Schenker war ein Graf Asis – nicht 875 ein Graf Hessi, wie häufig noch unrichtig behauptet wird –, ein außerordentlich mächtiger Mann in Thüringen, der sowohl eine vom König verliehene Grafschaft innehatte als auch über umfangreichen Eigenbesitz wie in Kapellendorf frei verfügen konnte. Den Fuldaer Totenannalen zufolge, in denen sein Name an prominenter Stelle eingetragen ist, starb Asis 837. Aus der historischen Überlieferung kann geschlossen werden, dass in Kapellendorf eine Kirche bestand, die möglicherweise bereits von den Vorfahren des Grafen Asis und seiner Brüder gegründet worden war, nicht aber, dass diese Familie auch selbst im Ort ansässig war – wie es die ältere Forschung stets annahm. Die Familie verfügte neben umfangreichem Besitz im Raum Weimar und Erfurt auch über Güter in Südthüringen und Franken, im Raum um Hildburghausen und Gotha.
Während des preußisch-französischen Krieges 1806/1807 wurde das Gelände östlich von Kapellendorf am 14. Oktober 1806 zum Schauplatz des letzten Teilgefechts der Schlacht bei Jena und Auerstedt, in der Kaiser Napoléon I. die preußischen Streitkräfte des Königs Friedrich Wilhelm III. vernichtend schlug.
1923 war Karl Graischen Pächter der Domäne mit 109 Hektar Wirtschaftsfläche.
Im Jahre 1945 ereilte den Ort kurz vor dem Einmarsch der US-Truppen der Flugzeugabsturz einer Maschine vom Typ „Lancaster“ der Royal Air Force mit sieben Mann Besatzung, von denen sechs ums Leben kamen. Lediglich der Heckschütze konnte sich mit dem Fallschirm retten. Zur Erinnerung an die verstorbenen Besatzungsmitglieder wurde am 8. April 2020 von der Gemeinde eine Friedenslinde gepflanzt.
Bekanntheit erlangte Kapellendorf nicht zuletzt durch die Aktivitäten der örtlichen Gruppe der Christlichen Friedenskonferenz (CFK) in den 1980er Jahren. So führte 1987 ein Olof-Palme-Friedensmarsch von der KZ-Gedenkstätte Buchenwald zum Thomas-Müntzer-Gemeindezentrum in Kapellendorf, an dem sich etwa 500 Teilnehmer beteiligten, darunter die spätere thüringische Ministerpräsidentin Christine Lieberknecht. Die CFK-Gruppe distanzierte sich im Jahr 1989 in einem Brief an den DDR-Ministerrat von der Niederschlagung der Demokratiebewegung auf dem Tienanmen-Platz in Peking. Nach der Wende wurde publik, dass Peter Franz, der maßgeblichen Anteil an den Aktionen der CFK-Ortsgruppe hatte und der sich beispielsweise auch für das Gedenken an die in der NS-Zeit verfolgten Juden Thüringens eingesetzt hatte, als IM der Staatssicherheit tätig war.

## Sehenswürdigkeiten

### Wasserburg
Die wichtigste und auch überregional bekannte Sehenswürdigkeit Kapellendorfs ist die Wasserburg, die 1806 Sitz eines Teiles des preußischen Hauptquartiers vor und während der Schlacht von Jena und Auerstedt war.

### Kirche und Kloster
Kapellendorf verfügt über eine der ältesten bekannten Kirchen Thüringens. Eine erste Kirche – möglicherweise von Fuldaer Mönchen erbaut – hat an dieser Stelle bereits in der Zeit um 800 bestanden, nach ihr wurde der Ort benannt. Schon in früher Zeit kam die Kirche durch Schenkung an das Reichskloster Fulda. Im 12. Jahrhundert war die Pfarrkirche Lehensbesitz der Burggrafen von Kirchberg, die hier im Jahre 1235 mit Erlaubnis des Fuldaer Fürstabtes Konrad von Malkes (1221–1246) ein Zisterzienserinnenkloster gründeten. Seit 1527, nach Aufhebung des Klosters im Zuge der Reformation und Zerstörungen im Bauernkrieg, dient das Kapellendorfer Gotteshaus wieder allein als Gemeindepfarrkirche. Zahlreiche erhaltene Grabdenkmäler im Inneren zeugen von ihrer großen Bedeutung als Begräbnis- und Gedächtnisort in Spätmittelalter und früher Neuzeit. Zwischen 1977 und 1988 wurde die gesamte Kirche im Inneren einer weitgehenden Rekonstruktion und Umgestaltung unterzogen. Anbauten und Vermauerungen aus dem 16. Jh. an der Südseite wurden beseitigt und die Arkaden zu einem früher bestehenden Seitenschiff geöffnet und durch Fenster verglast. Alle Emporen bis auf die Orgelempore wurden entfernt, ebenso ein Kanzelaltar aus dem 18. Jahrhundert. Der gut erhaltene Kanzelkorb aus dem 16. Jahrhundert dient heute als Lesepult. Im Chorraum wurden Wandnischen freigelegt, die durch den Künstler Eberhard Heiland ausgemalt wurden: mit einem Taufbild (Philippus tauft den Kämmerer), einem Abendmahlsbild (Abendessen in Emmaus) und einem Totengedenken (Christus der Weltenrichter). Die gesamte Ausmalung und Ausgestaltung stand unter der Leitung des Weimarer Malers Horst Jährling. Heute gehört die Kirche zum Evangelisch-Lutherischen Kirchspiel Kapellendorf mit seinen acht Gemeinden und acht Kirchen.

### Kriegerdenkmal
Am 13. Oktober 1907 wurde auf dem Sperlingsberg ein 12 m hoher Turm als Kriegerdenkmal für die im Jahre 1806 bei dem Gefecht am Sperlingsberg Gefallenen eingeweiht. Der Turm entstand nach einem Entwurf des Architekten Max Ehrhardt (Apolda), der wohl den preisgekrönten Bismarckturm-Typenentwurf „Götterdämmerung“ von Wilhelm Kreis zum Vorbild nahm. Der Turm hat eine Höhe von 12 m und einen Grundriss von 5,5 m × 5,5 m. Die letzte Sanierung des Turms wurde im Jahre 1986 durchgeführt. Eine Gedenktafel am Turm erinnert an den gescheiterten Angriff des preußischen Generals Ernst von Rüchel in der Schlacht bei Jena am 14. Oktober 1806.

### Thomas-Müntzer-Standbild
Am 24. Juni 1989 wurde das Standbild des Theologen und Anführers im Deutschen Bauernkrieg Thomas Müntzer auf dem Platz vor der Kirche und dem Evangelischen Gemeindezentrum enthüllt, das von 1975 bis 1997 den Namen Thomas Müntzers trug. Es ist eine Auftragsarbeit des Weimarer Keramikers und Malers Eberhard Heiland, der auch die Wandnischen in der Bartholomäus-Kirche ausmalte. Auf dem Sockel der aus gebranntem Ton hergestellten Ideenplastik stehen die Worte, mit denen Müntzer einige seiner Briefe unterschrieben hat: „Thomas Müntzer – ein williger Botenläufer Gottes“. Die Einweihungsansprache hielt der nach seiner Amtsenthebung durch ein Disziplinargericht der EKD 1997 suspendierte Ortspfarrer Peter Franz. Nach 1997 schloss die Evangelisch-lutherische Kirche in Thüringen das Gemeindezentrum.

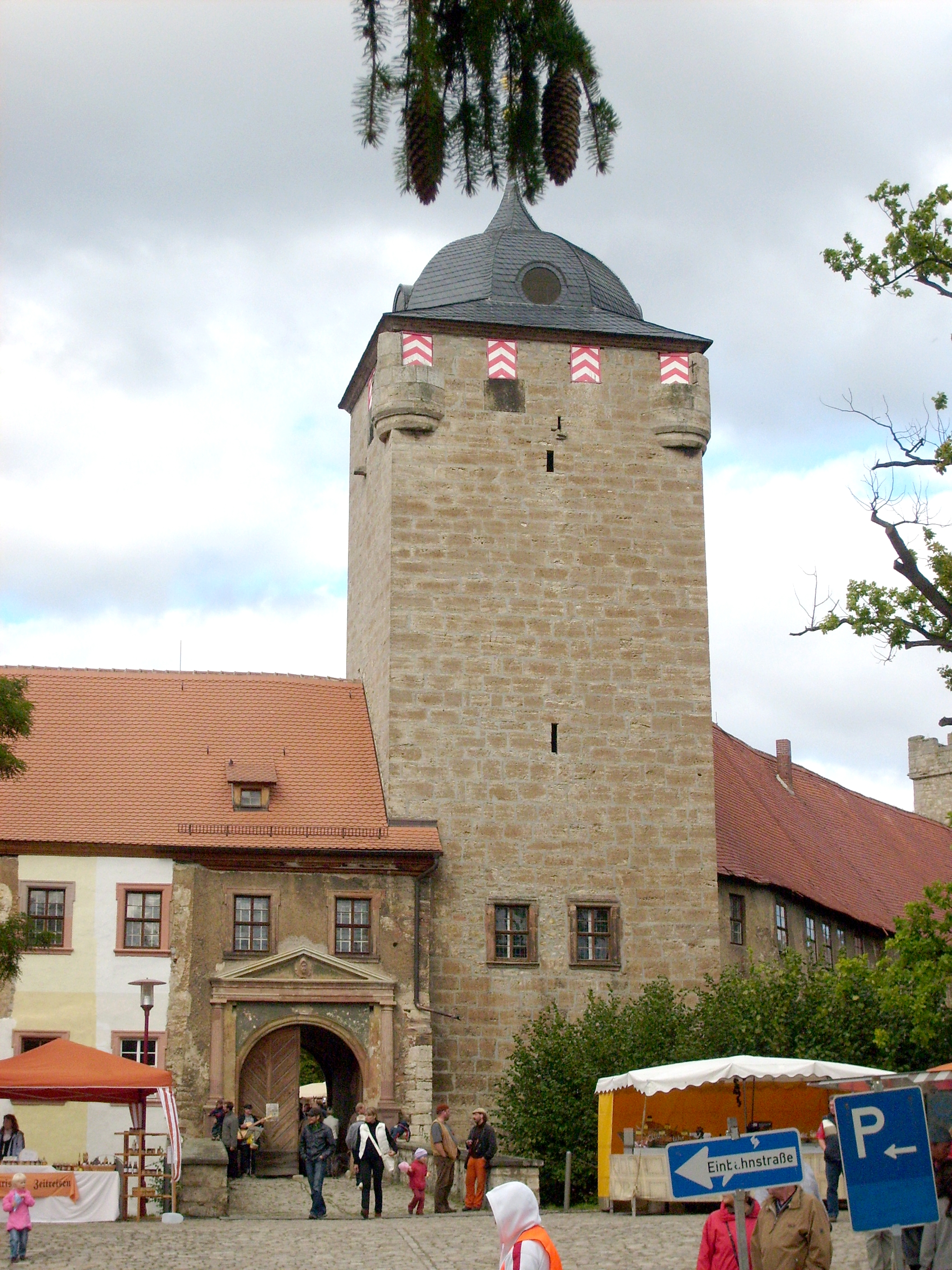
Das Eingangstor der Wasserburg
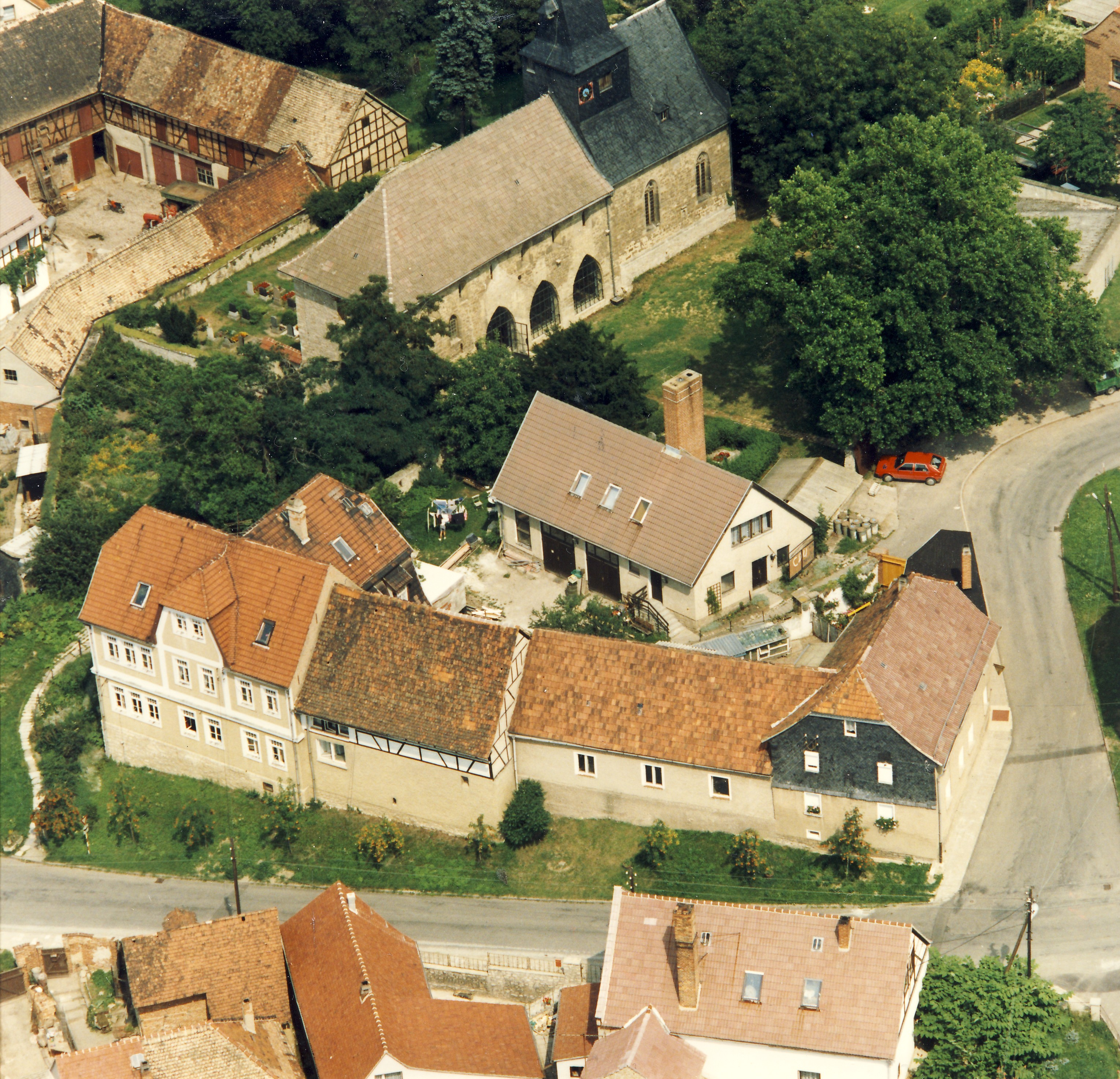
Pfarrei und ehemalige Klosterkirche, Luftaufnahme 1992
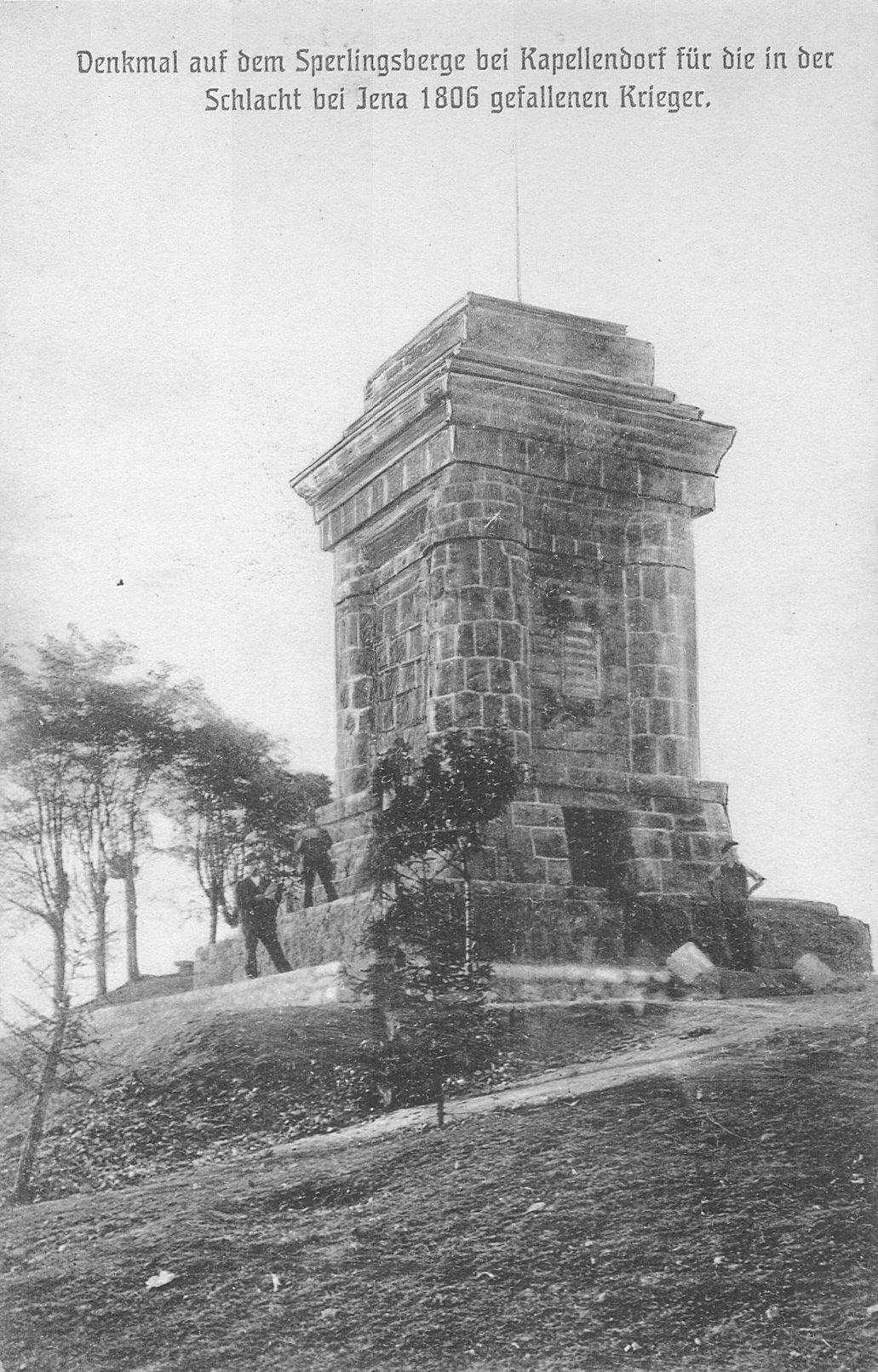
Das Kriegerdenkmal 1806 auf dem Sperlingsberg
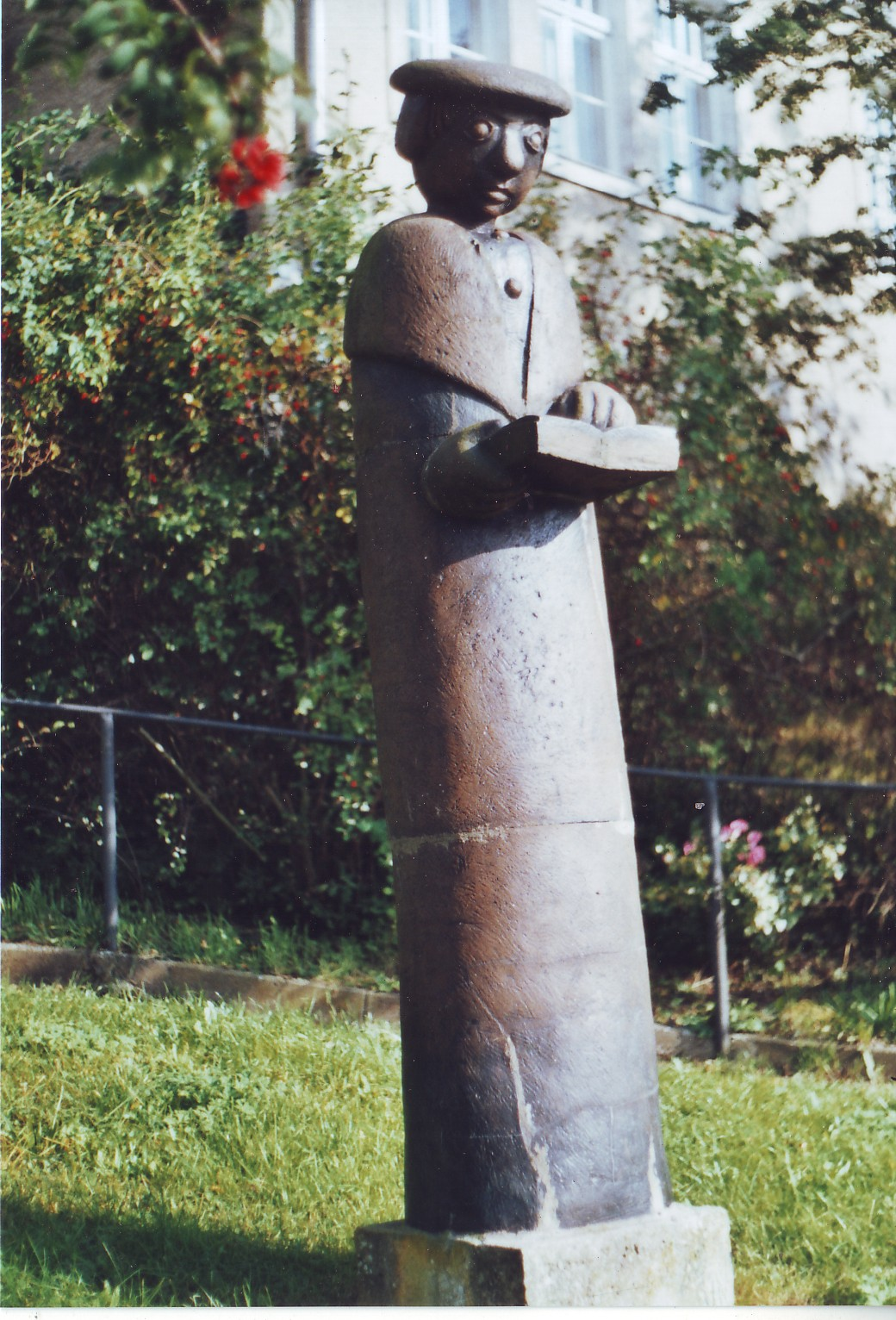
Das Thomas-Müntzer-Standbild von 1989 vor der Kirche

## Persönlichkeiten

### Söhne und Töchter der Gemeinde
- Friedrich Wilhelm Hermann Hunnius (1762–1835), Theaterschauspieler, Sänger, Theaterleiter und Theaterregisseur

### Personen mit Bezug zum Ort
- Apel Vitzthum der Jüngere (1425–1474), Territorialherr, der in Kämpfen gegen Herzog Wilhelm III. von Weimar, den Besitz von Wasserburg und Amt verlor.
- Heinrich Maius (Heinrich Maier) (1545–1607), evangelischer Pfarrer in Kapellendorf (1573–1577)
- Peter Franz (* 1941), Autor und evangelischer Pfarrer in Kapellendorf (1969–1997)